# Hatton Cross (London Underground)

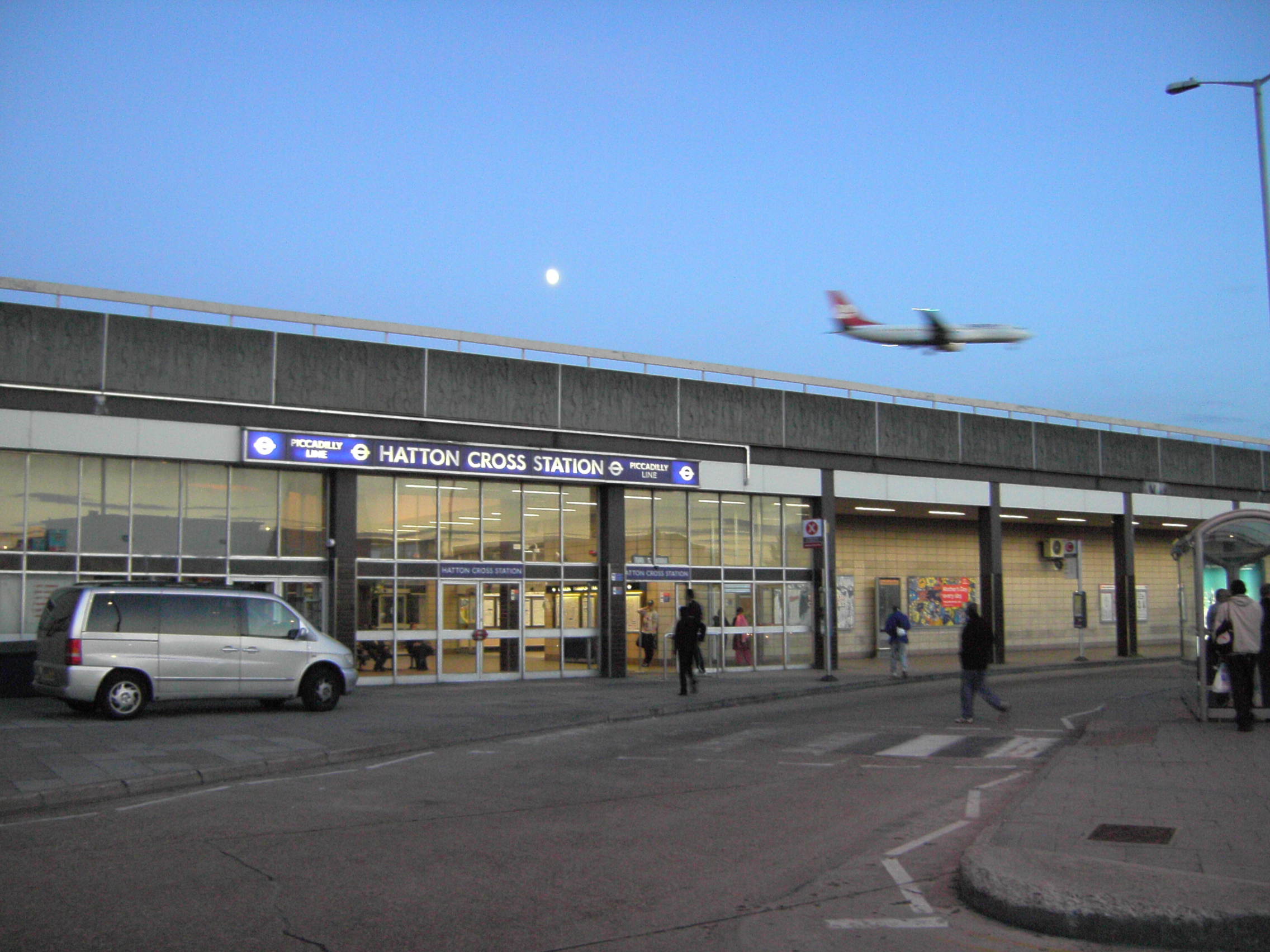
Stationsgebäude

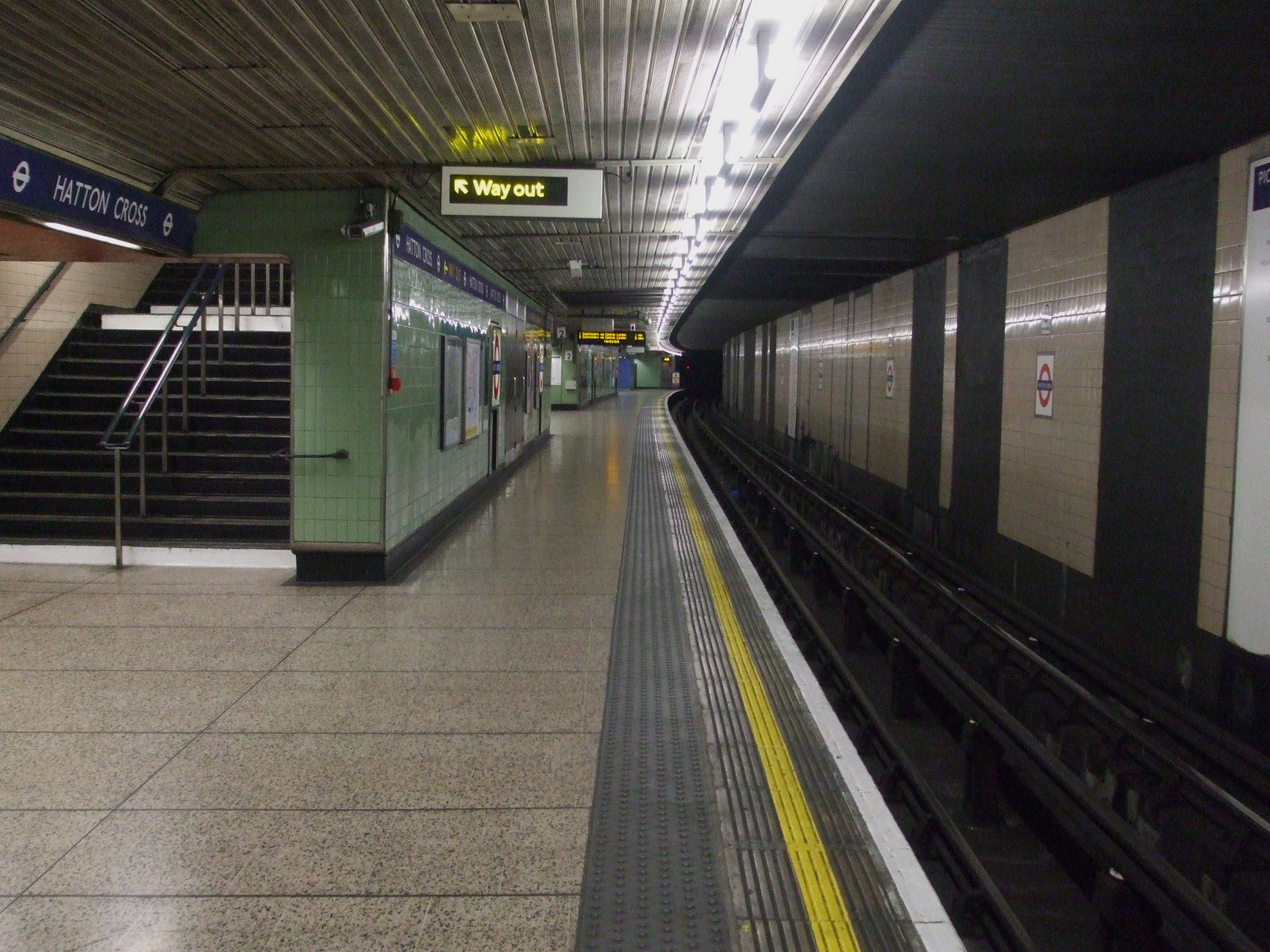
Bahnsteig

Hatton Cross ist eine unterirdische Station der London Underground im Stadtbezirk London Borough of Hillingdon. Sie liegt an der Grenze der Travelcard-Tarifzonen 5 und 6, an der Great South West Road (A30). Im Jahr 2013 nutzten 3,08 Millionen Fahrgäste diese von der Piccadilly Line bediente Station. Sie erschließt die Flugzeugwerft an der Ostseite des Flughafens London Heathrow und ein weitläufiges Gewerbegebiet. An die Station angegliedert ist ein Busbahnhof.
Die Eröffnung der Station erfolgte am 19. Juli 1975, als Teil der ersten Phase der Verlängerung von Hounslow West zum Flughafen Heathrow. Fast zweieinhalb Jahre lang war Hatton Cross Endstation, bis am 16. Dezember 1977 die Verlängerung zu den Terminals 2 & 3 des Flughafens in Betrieb genommen wurde. Am 12. April 1986 folgte die eingleisige Schlaufe über den Terminal 4. In der Folge verkehrten fast alle Züge über die Schlaufe, bis zu ihrer vorübergehenden Schließung am 7. Januar 2005. Diese war notwendig, um die Errichtung eines Verzweigungsbauwerks in Richtung des neuen Terminals 5 zu ermöglichen. Am 17. September 2006 wurde die Schlaufe wieder in Betrieb genommen. Seit der Eröffnung der Station unter dem Terminal 5 am 27. März 2008 verkehrt jeder zweite Zug über die Schlaufe, die andere Hälfte direkt zur neuen Endstation.